# Мищук, Ангелина Михайловна
Ангелина Михайловна Мищук (род. 1 мая 1988, Истра, Московская область) — российский и казахстанский стрелок, участница Олимпиады 2012 года в Лондоне. Мастер спорта России международного класса и мастер спорта Республики Казахстан международного класса.

## Биография
Родилась 1 мая 1988 года в городе Истра Московской области.
Ангелина Мищук начала заниматься стрельбой в Истре.
Имеет 2 высших образования. Закончила Дедовский филиал Российского государственного социального университета по специальностям «государственное и муниципальное управление» и «юриспруденция». Сейчас учится в ЮКГУ им. М. Ауезова.

## Спортивная карьера
Серебряный призёр чемпионата Европы по стендовой стрельбе среди юниоров 2006 г., проходившем в словенском городе Марибор, и дважды бронзовый призёр- юношеских чемпионатов мира 2005-2006 гг., которые состоялись в столице Хорватии Загребе и в итальянском городе Лонато. В 2007 году на Кипре в городе Никосия проходил чемпионат мира, на котором Ангелина, в составе российской женской команды скита по юниоркам стала чемпионкой мира.  На чемпионате России среди юниоров в апреле 2008 года, выступая за команду МВО ВС РФ стала первой в индивидуальном и командном первенстве.
С 2008 года выступает за Южно-Казахстанскую область и Казахстан.
В 2009 году была второй на чемпионате Казахстана, а также второй на Мемориале В. Почивалова. В 2011 году была второй на международном Гран-При в Шымкенте. На чемпионате мира 2011 года была лишь 48-й с результатом 64 балла. Обладатель бронзы на Гран-При Кипра 2012. Победитель Гран-При Кувейта 2014. На квалификационном чемпионате Азии в Дохе была третьей, что дало ей олимпийскую лицензию.
На Олимпиаде — 2012 с 66 очками Ангелина была девятой.
В ноябре 2014 года в городе Аль Айн (ОАЭ) состоялись IV Чемпионат Азии по стендовой стрельбе, в упражнении скит Мищук Ангелина стала обладательницей золотой медали.